# Цинглок
 Цинглок  — посёлок в Килемарском районе Республики Марий Эл. Входит в состав Широкундышского сельского поселения.

## География
Находится в западной части республики Марий Эл на расстоянии приблизительно 16 км по прямой на юг от районного центра посёлка Килемары.

## История
Образован как спецпосёлок для высланных лиц в 1930-е годы. Упоминается в 1940 году как спецпосёлок № 11 Волжского лестранхоза Горномарийского района. В послевоенное время большую часть населения составляли немцы Поволжья и крымские татары. Имелся лесопильный завод, сгоревший при пожаре в 1958 году. В 1939 году в посёлке числилось 19 жилых строений, в 30 хозяйствах проживало 128 человек.

## Население
Население составляло 25 человек (русские 76 %) в 2002 году, 4 в 2010.